# Pınar Aydın
Pınar Aydın (* 16. Juli 1981 in Bursa) ist eine türkische Schauspielerin und Sängerin.

## Leben und Karriere
Aydın wurde am 16. Juli in Bursa geboren. Sie studierte an der İstanbul Kültür Üniversitesi. Ihr Debüt gab sie 2005 in der Fernsehserie Savcının Karısı. Von 2006 bis 2008 war sie in Arka Sokaklar zu sehen. Anschließend trat sie 2009 in Kapalıçarşı auf. Im selben Jahr wurde Aydın für die Serie Kız Kaçıran gecastet. Zudem veröffentlichte sie 2010 ihr Album Dur Dedim. Zwischen 2011 und 2012 bekam sie in Akasya Durağı eine Hauptrolle. 2015 heiratete sie den Fußballspieler Harun Ovalıoğlu. Außerdem setzte sie 2014 ihre Karriere in O Hayat Benim fort.

## Filmografie
Serien
- 2005: Savcının Karısı
- 2006–2008: Arka Sokaklar
- 2009: Kapalıçarşı
- 2009: Kız Kaçıran
- 2011–2012: Akasya Durağı
- 2013: Bizim Okul
- 2014–2017: O Hayat Benim

## Diskografie

### Alben
- 2010: Dur Dedim

### Singles
- 2010: Dur Dedim